# Zona Umida Valfloriana
Zona Umida Valfloriana este o arie protejată (arie specială de conservare — SAC, sit de importanță comunitară — SCI) din Italia întinsă pe o suprafață de 203 ha, integral pe uscat.

## Localizare
Centrul sitului Zona Umida Valfloriana este situat la coordonatele 46°13′35″N 11°22′57″E / 46.226389°N 11.3825°E.

## Înființare
Situl Zona Umida Valfloriana a fost declarat sit de importanță comunitară în iunie 1995 pentru a proteja 13 specii de animale. Situl a fost protejat și ca arie specială de conservare în martie 2014.

## Biodiversitate
Situată în ecoregiunea alpină, aria protejată conține 13 habitate naturale: Păduri alpine de Larix decidua și/sau Pinus cembra, Fânețe montane, Depresiuni pe substraturi de turbă de Rhynchosporion, Formațiuni ierboase bogate în specii de Nardus, dezvoltate pe substraturi silicioase în zone montane (și în zone submontane, în Europa continentală), Pajiști alpine și boreale, Turbării active, Ape stătătoare oligotrofe până la mezotrofe, cu vegetație de Littorelletea uniflorae și/sau de Isoëto-Nanojuncetea, Păduri aluvionare cu Alnus glutinosa și Fraxinus excelsior (Alno-Padion, Alnion incanae, Salicion albae), Lacuri și iazuri distrofice naturale, Mlaștini împădurite, Râuri de munte și vegetația erbacee de pe malurile acestora, Păduri acidofile de Picea de la nivel montan la nivel alpin (Vaccinio-Piceetea), Mlaștini turboase de tranziție și turbării mișcătoare.
La baza desemnării sitului se află mai multe specii protejate:
- păsări (12): minunița (Aegolius funereus), fâsă de pădure (Anthus trivialis), acvilă de munte (Aquila chrysaetos), ciocănitoare neagră (Dryocopus martius), ciuvică (Glaucidium passerinum), Lyrurus tetrix tetrix, viespar (Pernis apivorus), ciocănitoare de munte (Picoides tridactylus), ciocănitoare verzuie (Picus canus), mărăcinar (Saxicola rubetra), silvie-mică (Sylvia curruca),  cocoș de munte (Tetrao urogallus)
- nevertebrate (1): Austropotamobius pallipes

Pe lângă speciile protejate, pe teritoriul sitului au mai fost identificate 18 specii de plante, 1 specie de păsări, 3 specii de amfibieni, 9 specii de mamifere, 4 specii de reptile.